# Engoulevent minime
Chordeiles acutipennis
Espèce
Statut de conservation UICN

 LC  : Préoccupation mineure
L'Engoulevent minime (Chordeiles acutipennis) ou Engoulevent ronronneur, est une espèce d'oiseau de la famille des Caprimulgidae.

## Description
Cette espèce mesure environ 22 cm de longueur. Elle présente un plumage cryptique barré et rayé de gris et de brun avec une barre claire sur la gorge : blanche chez le mâle et chamois chez la femelle. Présentant la même différence sexuelle, une bande claire sur chaque aile à pointe noire est visible en vol.

## Répartition
Son aire s'étend à travers les zones tropicales et subtropicales du continent américain.

## Habitat
Cette espèce fréquente les milieux ouverts et buissonnants.

## Alimentation
Cet oiseau chasse des insectes du crépuscule à l'aurore.

## Sous-espèces
Selon la classification de référence du Congrès ornithologique international (15.1, 2025) il se répartit en sept sous-espèces suivantes (ordre phylogénique) :
- C. a. texensis Lawrence, 1857 — du sud-ouest des États-Unis au centre du Mexique ;
- C. a. littoralis Brodkorb, 1940 — du sud du Mexique au Costa Rica ;
- C. a. micromeris Oberholser, 1914 — péninsule du Yucatán et Bélize ;
- C. a. acutipennis (Hermann, 1783) — moitié nord de l'Amérique du Sud (rare en Amazonie) ;
- C. a. crissalis Miller, AH (en), 1959 — vallée du río Magdalena ;
- C. a. aequatorialis Chapman, 1923 — Tumbes-Chocó ;
- C. a. exilis (Lesson, 1839) — littoral péruvien.